# 河美智子
河 美智子（かわ みちこ、1932年3月20日 - ）は、大阪府出身の元女優。本名は河口 美智子（かわぐち みちこ）。

## 来歴・人物
玉川学園高等部を卒業。
1951年、東宝と専属契約を結び、1952年、『東京の恋人』で映画デビュー。以後、主に看護婦、女中、女工といった庶民的な役柄で出演。1966年、『バンコックの夜』を最後に引退した。

## 出演作品
- 東京の恋人（1952年、東宝。千葉泰樹監督作品）- 小料理屋の女中
- 安五郎出世（1953年、東宝。滝沢英輔監督作品）- お公
- 次郎長三国志 第三部 次郎長と石松（1953年、東宝。マキノ雅弘監督作品）- 宿屋の女中
- 花の中の娘たち（1953年、東宝。山本嘉次郎監督作品） - セツ子
- 君死に給うことなかれ（1953年、東宝。丸山誠治監督作品）- 看護婦吉田
- 赤線基地（1953年、東宝。谷口千吉監督作品）- 基地送迎バスの乗客
- 次郎長三国志 第八部 東海一の暴れん坊（1954年、東宝。マキノ雅弘監督作品）- 宿屋の女中
- 次郎長三国志 第九部 荒神山（1954年、東宝。マキノ雅弘監督作品）- 百姓の娘
- 幽霊男（1954年、東宝。小田基義監督作品） - アナウンサー
- わたしの凡てを（1954年、東宝。市川崑監督作品）- モデルクラブのスタッフ
- 女性に関する十二章（1954年、東宝。市川崑監督作品）- 停留所の女
- 花嫁候補（1955年、東宝。渡辺邦男監督作品）- 芸者豆太郎
- 浮雲（1955年、東宝。成瀬巳喜男監督作品）- 伊香保温泉の女中
- 男ありて（1955年、東宝。丸山誠治監督作品）- みち子の友達
- 制服の乙女たち（1955年、東宝。青柳信雄監督作品）- 東好江
- むっつり右門捕物帖 鬼面屋敷（1955年、東宝。山本嘉次郎監督作品）- お咲
- 忘れじの人（1955年、東宝。杉江敏男監督作品）- みつ子
- 驟雨（1956年、東宝。成瀬巳喜男監督作品）- 親子遠足の付き添い
- へそくり社長（1956年、東宝。千葉泰樹監督作品）- 茂子（田代家の女中）
- 続へそくり社長（1956年、東宝。千葉泰樹監督作品）- 茂子（田代家の女中）
- 暗黒街（1956年、東宝。山本嘉次郎監督作品）- 喫茶店のウエイトレス
- 若い樹（1956年、東宝。本多猪四郎監督作品）- 大畑春枝
- 愛情の決算（1956年、東宝。佐分利信監督作品）- 佐田澄江
- チエミの婦人靴（1956年、東宝。鈴木英夫監督作品）- 駅の女
- 妻の心（1956年、東宝。成瀬巳喜男監督作品）- 芳子
- 現代の欲望（1956年、東宝。丸山誠治監督作品）- 京子
- 東京の人さようなら（1956年、東宝。本多猪四郎監督作品）- お咲
- 囚人船（1956年、東宝。稲垣浩監督作品）- 見取りの少女
- ある女の場合（1956年、東宝。瑞穂春海監督作品）- 看護婦
- いで湯の姉妹（1956年、東宝。小田基義監督作品）- 弘子
- 忘却の花びら（1957年、東宝。杉江敏男監督作品）- 正子
- 続 御用聞き物語（1957年、東宝。丸林久信監督作品）- あさ子
- 大番（1957年、東宝。千葉泰樹監督作品）- 女中
- 三十六人の乗客（1957年、東宝。杉江敏男監督作品）- 笑子
- 山鳩（1957年、東宝。丸山誠治監督作品）- 蓬莱館女中
- あらくれ（1957年、東宝。成瀬巳喜男監督作品）- 農家の若い嫁
- 女殺し油地獄（1957年、東宝。堀川弘通監督作品）- 河内屋の女中
- その夜のひめごと（1957年、東宝。木村恵吾監督作品）- おくに
- 初恋物語（1957年、東宝。丸山誠治監督作品）- 鴎屋の女中きよ
- 愛情の都（1958年、東宝。杉江敏男監督作品）- ハル
- 二人だけの橋（1958年、東宝。丸山誠治監督作品）- 石鹸工場の女工
- 恋は異なもの味なもの（1958年、東宝。瑞穂春海監督作品）- 時子
- 弥次喜多道中記（1958年、東宝。千葉泰樹監督作品）- 白子屋の女中
- 杏っ子（1958年、東宝。成瀬巳喜男監督作品）- 杏子の友人
- 太鼓た々いて笛吹いて（1958年、東宝。杉江敏男監督作品）- おもと
- 結婚のすべて（1958年、東宝。岡本喜八監督作品）- サキ（垣内家の女中）
- 大怪獣バラン（1958年、東宝。本多猪四郎監督作品）- 岩屋部落の住民
- 若旦那は三代目（1958年、東宝。中村積監督作品）
- こだまは呼んでいる（1959年、東宝。本多猪四郎監督作品）- 村の娘
- 女ごころ（1959年、東宝。丸山誠治監督作品）- 美容師
- おしゃべり奥様（1959年、東宝。青柳信雄監督作品）- 清水みや子
- 狐と狸（1959年、東宝。千葉泰樹監督作品）－　上州屋の女中おきみ
- 銀座のお姐ちゃん（1959年、東宝。杉江敏男監督作品）- セサ
- 戦国群盗伝（1959年、東宝。杉江敏男監督作品）- 居酒屋の酌婦
- 若い恋人たち（1959年、東宝。千葉泰樹監督作品）- とき（野崎家の女中）
- 日本誕生（1959年、東宝。稲垣浩監督作品）
- 女が階段を上がる時（1960年、東宝。成瀬巳喜男監督作品）- 美容師
- 山のかなたに（1960年、東宝。須川栄三監督作品）- 山本マツ子
- 珍品堂主人（1960年、東宝。豊田四郎監督作品）-
- 若い素肌（1960年、東宝。川崎徹広監督作品）- はま
- 羽織の大将（1960年、東宝。千葉泰樹監督作品）- 床屋の娘
- 新・三等重役 当たるも八卦の巻（1960年、東宝。杉江敏男監督作品）- 女中
- 接吻泥棒（1960年、東宝。川島雄三監督作品）- きみ（由紀家の女中）
- がめつい奴（1960年、東宝。千葉泰樹監督作品）- のぶ
- 独立愚連隊西へ（1960年、東宝。岡本喜八監督作品）- 慰安婦
- 銀座の恋人たち（1961年、東宝。千葉泰樹監督作品）- 田代邦子
- 用心棒（1961年、東宝＝黒澤プロ。黒澤明監督作品）- 清兵衛一家の女郎
- 香港の夜（1961年、東宝。千葉泰樹監督作品）- 近所の主婦
- 大学の若大将（1961年、東宝。杉江敏男監督作品）- 田能久の女中
- アッちゃんのベビーギャング（1961年、東宝。杉江敏男監督作品）- 峰子
- 二人の息子（1961年、東宝。千葉泰樹監督作品）
- ベビーギャングとお姐ちゃん（1961年、東宝。杉江敏男監督作品）- 峰子
- 椿三十郎（1962年、東宝＝黒澤プロ。黒澤明監督作品）- 腰元
- 銀座の若大将（1962年、東宝。杉江敏男監督作品）- さだ（ 田能久の女中）
- 社長洋行記（1962年、東宝。杉江敏男監督作品）- 田中澄子（本田家の女中）
- 続 社長洋行記（1962年、東宝。杉江敏男監督作品）- 田中澄子（本田家の女中）
- 放浪記（1962年、宝塚映画。成瀬巳喜男監督作品）- お千代（ 町工場の女工）
- 続 社長漫遊記（1963年、東宝。杉江敏男監督作品）- 雲仙の女中
- ホノルル・東京・香港（1963年、東宝。千葉泰樹監督作品）- 榮家の女中
- 江分利満氏の優雅な生活（1963年、東宝。岡本喜八監督作品）- トンちゃん
- 女の歴史（1963年、東宝。成瀬巳喜男監督作品）- 披露宴の参列者
- 暁の合唱（1963年、宝塚映画。鈴木英夫監督作品）- 平田君江
- 団地・七つの大罪（1964年、宝塚映画。千葉泰樹・筧正典共同監督作品）- 妊婦
- 波影（1965年、東宝。豊田四郎監督作品）- 文子
- 狸の大将（1965年、東宝。山本嘉次郎監督作品）- 観覧車の母
- 血と砂（1965年、東宝＝三船プロ。岡本喜八監督作品）- 慰安婦
- 女の中にいる他人（1966年、東宝。成瀬巳喜男監督作品）- 小原雪子（出版社の社員）
- バンコックの夜（1966年、東宝。千葉泰樹監督作品）- お手伝い春子